# Chrysothérapie
 (décembre 2016).

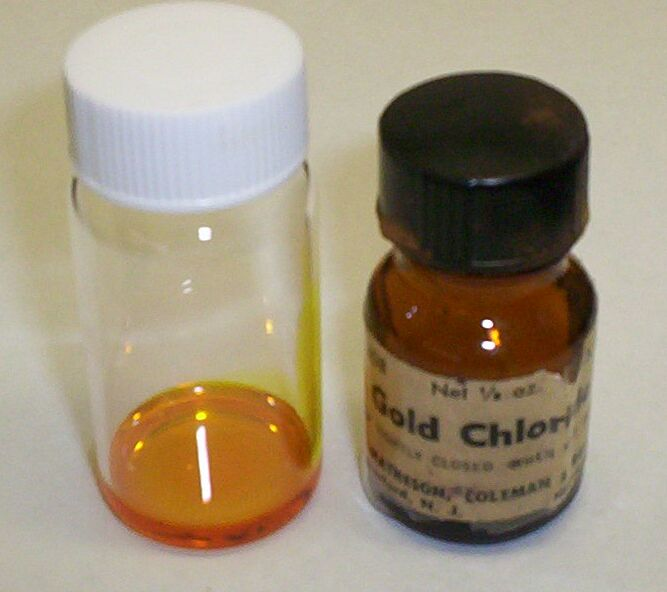
Solution de chlorure d'or

La chrysothérapie est l'utilisation de l'or métallique ou de ses composés organiques ou inorganiques à des fins thérapeutiques. On utilise souvent le terme impropre, mais passé dans le langage médical courant, de « sels d'or » pour désigner les composés organiques de l'or, qui sont ceux le plus souvent utilisés dans les préparations pharmaceutiques mais qui ne sont en réalité pas des sels chimiquement.
Les premiers travaux scientifiques dans ce domaine datent de 1935, et visaient principalement à réduire l'inflammation afin de ralentir l'évolution de la maladie chez des patients atteints de polyarthrite rhumatoïde.
Les composés chimiques de l'or sont aussi largement utilisés en galvanoplastie et comme réactifs en chimie organique.

## Historique
L'idée d'utiliser l'or comme agent thérapeutique en médecine est très ancienne, puisque l'on en trouve mention dans des documents datant de 1 500 av. J.-C. L'or potable des alchimistes était un élixir de jouvence, censé posséder des propriétés curatives. Dans la France du XVIIIe siècle, l'élixir d'or ou teinture de Bestucheff, introduit par le général La Motte, était utilisé dans des indications très variées. Cependant, s'il est possible que l'or soit entré dans la composition initiale de cette solution aqueuse, on sait que les préparations commercialisées sous ce nom à un prix très élevé étaient en fait à base de perchlorure de fer (FeCl3).
À une époque plus récente, les sels d'or ont été proposés, sans succès notable, dans le traitement de diverses maladies parmi lesquelles l'asthme, la lèpre, la syphilis et la tuberculose.

## Indications modernes de la chrysothérapie
Les sels d'or, en s'accumulant lentement dans l'organisme possèdent des propriétés anti-inflammatoires qui les rendent efficaces notamment dans plusieurs affections rencontrées en médecine interne : la polyarthrite rhumatoïde, la maladie de Crohn, le rhumatisme psoriasique, la glomérulonéphrite membraneuse, le lupus érythémateux et, plus rarement, l'arthrite chronique juvénile (ACJ) où ils peuvent être employés comme alternative au méthotrexate ou aux anti-inflammatoires non stéroïdiens.
Il s'agit d'un traitement coûteux et nécessitant une surveillance rapprochée.
D'autre part l'or colloïdal radioactif (198Au), en raison de sa distribution dans l'ensemble de l'organisme et de sa courte demi-vie, a été utilisé comme traitement radiothérapique anticancéreux.